# Parco Robert Baden-Powell
Il Parco Robert Baden-Powell è un parco della città di Milano dedicato a Robert Baden-Powell, fondatore dei movimenti mondiali dello scautismo e del guidismo.
Collocato poco esternamente al centro storico, non lontano (sponda destra) dal Naviglio Grande, si inserisce in un'area che ha sempre sofferto per la carenza di spazi verdi pubblici. È stato realizzato nel 2005, liberando un'area prima caratterizzata e frammentata  dall'occupazione di baracche, depositi, magazzini e attività spontanee.

## Flora e attrezzature
Nell'area non esisteva in precedenza popolazione arborea e le piante messe a dimora sono ancora giovani e talune di specie a dimensioni contenute, per cui prevale l'impressione visiva del prato. Tra le essenze, ricordiamo: l'acero campestre, l'acero riccio, l'acero di monte, il liquidambar, la magnolia, il pero da fiore, il ciliegio a grappoli, la quercia rossa, la sofora giapponese, il tiglio, il cedro dell'Himalaya, il pioppo bianco e il frassino maggiore; tra le specie arbustive, il glicine. La superficie del parco è ondulata, più bassa al centro (dove è collocata una vasta area giochi), con una lunga gradinata che la collega alle residenze; i percorsi pedonali sono sinuosi, articolati e, in parte, coperti da un pergolato. Vi sono due campi da bocce in erba sintetica e due modeste aree cintate riservate ai cani (settecento metri quadrati in totale).

## Bibliografia

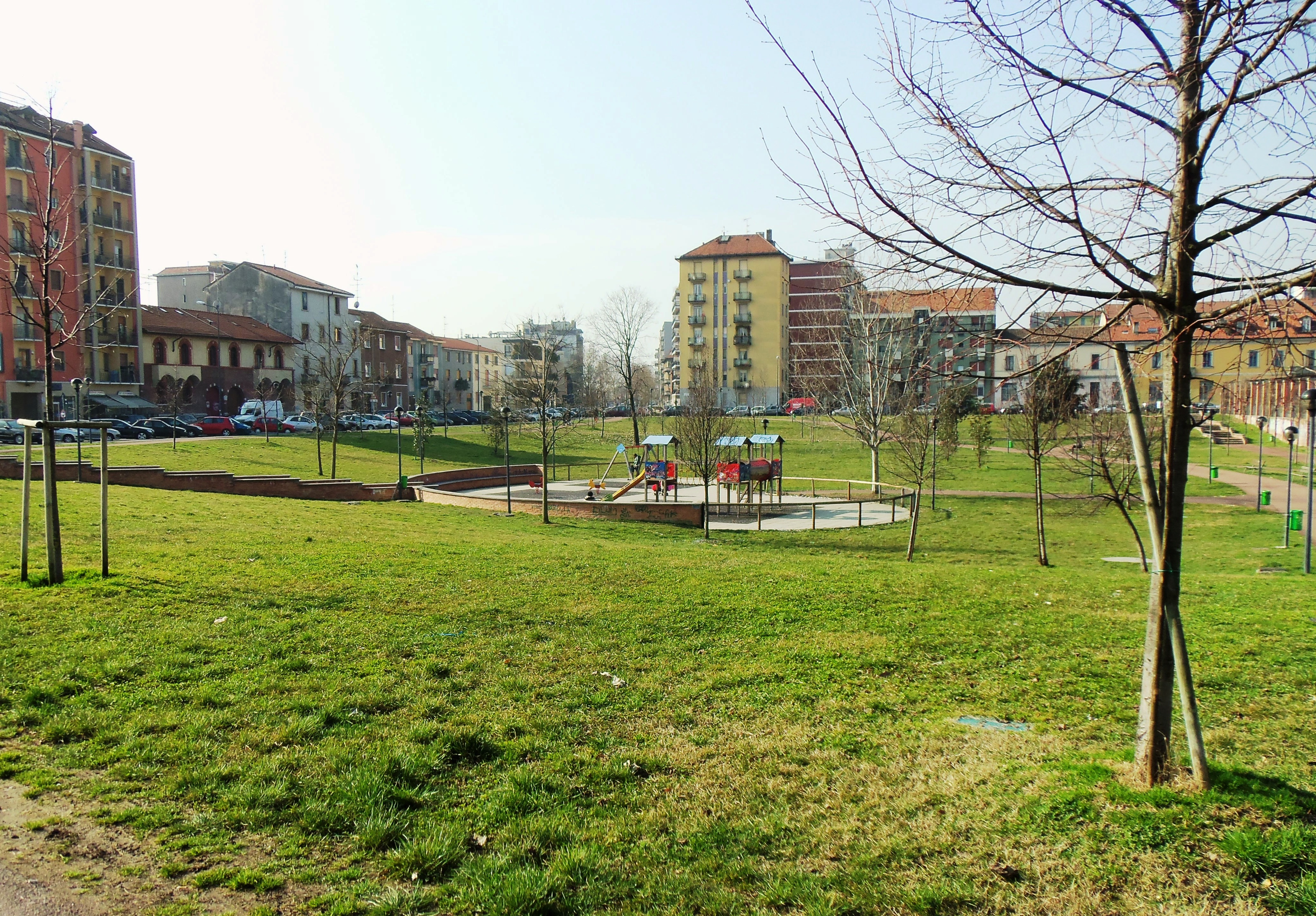
Lo spazio giochi al centro del giardino